# Nifekalant
Il nifekalant è un composto chimico di formula C19H27N5O5.

## Caratteristiche strutturali e fisiche
Il composto è classificato come ammina.
| N. di atomi pesanti                  | 29             |
| N. di donatori di legami a idrogeno  | 2              |
| N. di accettori di legami a idrogeno | 7              |
| N. di legami ruotabili               | 10             |
| Massa monoisotopica                  | 405,20121898 u |
| Superficie polare                    | 122 Å²         |

## Reattività e caratteristiche chimiche

### Spettri analitici
- LC-MS[3]

## Farmacologia e tossicologia

### Farmacocinetica
Ha un inizio d'azione più rapido e una emivita più breve rispetto all'amiodarone, senza indurre effetti inotropi negativi e riducendo anche la funzione cardiaca.

### Effetti del composto e usi clinici
Si tratta di un antiaritmico di classe III. Studi sugli animali hanno dimostrato che il composto prolunga la durata del potenziale d'azione monofasico di +178 ± 43 ms, aumenta la variabilità a breve termine della ripolarizzazione di 4.2 ± 1.2 ms e induce la torsione di punta.
In presenza di metoxamina (n = 5), nifekalant ha prolungato il MAP90 di +328 ± 32 ms, aumentato la variabilità a breve termine a 8,0 ± 1,0 ms e indotto torsione di punta in 2 animali. In presenza di prazosina e metoxamina (n = 5), nifekalant ha prolungato il MAP90 di +267 ± 22 ms, aumentato  la variabilità a breve termine a 9,2 ± 3,6 ms e non ha indotto torsione di punta.
Questi risultati suggeriscono che l'attivazione del recettore adrenergico α1 cardiaco da parte della metoxamina sensibilizza essenzialmente il cuore del coniglio al prolungamento dell'intervallo QT indotto da nifekalant, portando all'insorgenza della torsione di punta.